# Chambre de commerce et d'industrie de la Vienne
La Chambre de Commerce et d'Industrie de la Vienne est la CCI du département de la Vienne. Son siège était à Poitiers au 47, rue du marché. Elle a déménagé pour le 7 avenue du Tour de France au Futuroscope. Elle a des antennes à Montmorillon, Loudun, Civray, Châtellerault.
Elle est rattachée de la Chambre de Commerce et d'Industrie de Nouvelle Aquitaine.

## Missions
À ce titre, elle est un organisme chargé de représenter les intérêts des entreprises commerciales, industrielles et de service de la Vienne et de leur apporter certains services. C'est un établissement semi-public qui gère en outre des équipements au profit de ces entreprises.
Comme toutes les CCI, elle est placée sous la double tutelle du Ministère de l'Industrie et du Ministère des PME, du Commerce et de l'Artisanat.

### Gestion d'équipements
- Aéroport de Poitiers-Biard.

### Centres de formation
- Maison de la Formation à Poitiers et à Châtellerault.

## Pour approfondir